# Горный (Семикаракорский район)
Го́рный — посёлок в Семикаракорском районе Ростовской области.
Входит в состав Большемечетновского сельского поселения.

## География
Расположен на левом берегу Нижнедонского канала.

## Население
| 2010 |
| ---- |
| 165  |

## Улицы
- ул. Белинского
- ул. Садовая
- ул. Центральная